# Alopecosa gomerae
Alopecosa gomerae este o specie de păianjeni din genul Alopecosa, familia Lycosidae. A fost descrisă pentru prima dată de Strand, 1911.
Este endemică în Insulele Canare. Conform Catalogue of Life specia Alopecosa gomerae nu are subspecii cunoscute.